# Скален равнец
Скалният равнец (Achillea ageratifolia) е вид цъфтящо растение от семейство Сложноцветни (Asteraceae), местен за България и Гърция. 

## Описание
Скалният равнец е компактно тревисто многогодишно растение, което расте до 20 cm високо и широко. Силно променлив вид, с три признати подвида. Има изправени, прости, донякъде дървесни стъбла. Тясната сиво-зелена зеленина наподобява тази на сродния род Агератум, оттук и латинското видово име ageratifolia. Единичните съставни цветни глави, подобни на маргаритки, са бели с жълти центрове и около 2 – 3 см напречно сечение. Те се появяват през май – юли в северното полукълбо.

## Таксономия
Видът е описан за първи път през 1813 г. като Anthemis ageratifolia от Джеймс Едуард Смит във Florae Graecae Класификацията към рода Achillea е извършена от Джордж Бентам и Джоузеф Хукър през 1873 г. Името на рода се отнася до древногръцкия герой Ахил, за който се казва, че използвал листа от бял равнец, за да спре кървенето на раните на своите войници.